# Sperling und der Fall Wachutka
Sperling und der Fall Wachutka ist ein deutscher Fernsehfilm von Thomas Jahn aus dem Jahr 2005. Es handelt sich um die sechzehnte Episode der ZDF-Kriminalfilmreihe Sperling mit Dieter Pfaff in der Titelrolle. Sperlings Team besteht aus der von Carin C. Tietze verkörperten Marie Winter, Falk Hofmann (Philipp Moog), Waltraud Schütze (Anna Böttcher) und Norbert Wachutka, verkörpert von Hans-Joachim Grubel. Der Schauspieler, der im August 2004 starb, wirkt in dieser Episode ein letztes Mal mit.
Die Haupt-Gaststars dieser Folge sind Alicja Bachleda, Steffen Wink, Huub Stapel, Peer Jäger, Aykut Kayacık und Paul Faßnacht.

## Handlung
Kriminalhauptkommissar Hans Sperlings langjähriger Kollege Norbert Wachutka wird unmittelbar vor seiner Pensionierung auf dem Gelände einer alten Kupferrohr-Fabrik in seinem Auto sitzend erschossen. Das Auto wird sodann an einen anderen Platz gefahren. Sperling und sein Team können es kaum fassen, die Betroffenheit ist grenzenlos. Obwohl die Tat nicht in seinen Zuständigkeitsbereich fällt, ermittelt Sperling eigenmächtig, wobei ihm schmerzlich bewusst wird, dass er seinen Kollegen offenbar kaum kannte. Wachutka hatte sich zuletzt um die junge Mazedonierin Alina Serkovic gekümmert, die zur Prostitution genötigt wurde. Er war laut Alina Stammgast im „True Romance“ und habe Mitleid mit ihr gehabt. Sperling beschließt, die junge Frau in seine Obhut zu nehmen, um sie vor der Schlepperbande zu schützen. Alina erbittet vor allem Sperlings Hilfe in Bezug auf ihre 15-jährige Schwester Tanja, die man ebenfalls zur Prostitution nach Deutschland gebracht habe. Waltraud Schütze erfährt von Alina, dass Wachutka ihr erzählt habe, dass sie die Frau sei, die er liebe, was ihren Schmerz um ihn noch bitterer macht.
Mit seinen unabgesprochenen Ermittlungen beeinträchtigt Sperling die Arbeit seines Kollegen Braune, des Sonderermittlers für die Bekämpfung von Mädchenhandel. Er legt sich mit der Schlepperbande und der SOKO Menschenhandel gleichermaßen an. Braune versucht Alinas habhaft zu werden, indem er Marie Winter erzählt, er wolle sie zu einer Vernehnmung abholen. Die junge Frau traut ihm nicht und läuft davon, als das Auto an einer Ampel halten muss. Braune und Winter folgen ihr, sie kann beide jedoch abhängen. Ganz plötzlich präsentiert man Sperling den angeblichen Mörder Wachutkas, Bordellbesitzer Hanno Lehmann, der Selbstmord in seiner Badewanne mit der Waffe begangen haben soll, mit der auch Wachutka erschossen worden ist. Sperling kommt das alles spanisch vor, er ermittelt weiter.
Alina liefert sich inzwischen selbst Aykut Jeschem aus, der dafür zuständig ist, neue Mädchen herbeizuschaffen, in dem Glauben, dass er ihre Schwester dann verschonen werde. Jeschem versetzt ihr einen Schlag in den Unterleib, lacht nur zynisch und meint, „wie dumm seid ihr Mädchen eigentlich“. Sie wird in einen Container voller junger Mädchen gesperrt, wo sie zumindest auf ihre Schwester trifft. Jeschem ruft derweil bei Johan Kerkman an, um ihm mitzuteilen, dass Alina wieder da sei. Kerkman ist wenig erbaut darüber, dass der Türke sich direkt an ihn wendet.
Bleischlamm an Wachutkas Auto und ein Stofftier in einem Container auf dem Gelände der ehemaligen Kupferfabrik Belitz bringen Sperling auf die richtige Spur. Marla Kerkman, geborene Belitz, ist die Alleinerbin des Geländes. Nach Wachutkas Beerdigung erklärt Kriminalrat Friedberg Sperling, dass der Fall Wachutka abgeschlossen sei und er ihn, sollte er weiter ermitteln, vom Dienst suspendieren werde.
Nach einem Anruf von Braune fährt Sperling zusammen mit ihm zu dem Ort, an dem die Mädchen angeblich sind, wie Braune ihn hat wissen lassen. Wohlweislich lässt er sich aber von seinen Mitarbeitern Marie Winter und Falk Hofmann verfolgen. Das Auto Braunes fährt Richtung Kupferfabrik. Auf dem Gelände gelingt es Braune, Sperlings Mitarbeiter abzuhängen. Als das Auto gehalten hat, tritt aus einem der Gebäude Kerkman und meint höhnisch, er sei genauso blöd wie sein Kollege Wachutka, der sei auch auf jeden Trick hereingefallen. Kerkman weist auf Braune und meint, dieser arbeite für ihn, er mache seinen Job gut und er bezahle ihn auch gut. Auf Sperlings Frage, ob er Wachutka erschossen habe, kommt die zynische Antwort, er mache sich seine Finger nicht mehr schmutzig, er kaufe sich seine Leute. Als Sperling meint, nun sei er aber doch in Gefahr, erwidert Kerkman, er schätze die Lage völlig falsch ein. Dann fällt ein Schuss, abgefeuert von Braune. Er trifft Kerkman, als Sperling ihm helfen will, fällt ein zweiter, diesmal tödlicher Schuss. Sperling meint, er verstehe, Braune habe Kerkman mit seiner Dienstwaffe erschossen und nun wolle er ihn erschießen und es so aussehen lassen, als habe Kerkman ihn erschossen, nur brauche man dafür eine zweite Waffe. „Sie sind ein schlauer Kerl, Sperling“, grinst Braune und zieht eine zweite Waffe aus seinem Hosenbund mit der Bemerkung, am Ende mache er jedoch den gleichen Fehler wie Wachutka. Warum er ihn getötet habe? Er sei ihm zu nahegekommen. Das sei ein Riesengeschäft, mit einer von den „Fotzen“ da mache man 20.000 im Jahr, da könne nicht so ein kleiner Wachutka kommen und ihm einen Strich durch die Rechnung machen. Er sei einer der jüngsten und hochdekoriertesten Beamten dieser Stadt und das werde er auch bleiben. Sperling meint, wie viele Menschen er noch erschießen wolle, erst Wachutka, dann Lehmann, dann Kerkman und jetzt – ihn. Braune meint noch, es sei schade um ihn und zielt dann auf Sperling, der umfällt. Gerade als Braune die Mädchen umladen will, tauchen endlich Winter und Hofmann auf. Der Versuch, ihnen etwas weiszumachen, misslingt gründlich, als Sperling sich hochrappelt. Er hat eine schusssichere Weste getragen, in der die von Braune abgefeuerte Kugel steckengeblieben ist. „Wissen Sie, was Wachutka nie gemacht hätte?“, wendet sich Sperling an Braune, und holt zu einem mächtigen Fausthieb aus, der Braune niederstreckt. Alina bedankt sich bei Sperling, der meint, er glaube, er habe sich den Finger gebrochen.

## Produktion

### Dreharbeiten, Produktionsnotizen
Der Film wurde vom 1. Februar bis zum 4. März 2005 in Berlin und Umgebung gedreht. Die Aufnahmeleitung oblag Jeannette Wolf, Tobias Kukla und Gerd Hans-Borchers, die Produktionsleitung Frank Huwe. Die Redaktion des Films lag bei Klaus Bassiner und Axel Lautroer. Für die Produktion der Polyphon im Auftrag des ZDF schrieb Thomas Jahn das Drehbuch, inszenierte den Film, übernahm den Schnitt und auch die Musik. Jahn war schon für die fünfzehnte Episode der Reihe Sperling  und die letzte Chance verantwortlich. Er wendet in dieser Folge das Prinzip des Autorenfilmers an, der „soweit nur irgend möglich autark arbeitet“. Das ZDF machte hier Zugeständnisse, was eher selten ist, auch da Jahn auf digitalem Video drehte und nicht auf 16-mm-Film, „wodurch die Aufnahmen eine viel größere Tiefe bekommen als herkömmliche, in der Regel auf 16 Millimeter gedrehte Fernsehfilme“. So ist dies auch in technischer Hinsicht ein besonderer Film der Sperling-Reihe.
Dieter Pfaff meinte, „ein anderer Abschied, etwa durch die Erwähnung von Wachutkas Pensionierung, wäre nicht so würdig gewesen“. Er denke aber, dass dieser Abschiedsfilm für den Kollegen gut gelungen sei. Letztendlich sei das Team dann der Überzeugung gewesen, dass Achim Grubel sich über seinen Abschiedsfilm gefreut hätte. Der Aufwand war allerdings groß, da das schon vorhandene Drehbuch in kurzer Zeit umgeschrieben werden musste. Die Szenen mit Grubel wurden dann aus alten Filmen in das neue Filmmaterial eingefügt. Wer es nicht weiß, merkt es nicht.

### Veröffentlichung
Sperling und der Fall Wachutka wurde erstmals am 21. Oktober 2005 zur Hauptsendezeit vom Sender Arte ausgestrahlt. Im ZDF war der Film erstmals am 16. September 2006 zur Hauptsendezeit zu sehen.
Diese sechzehnte Episode der Reihe erschien zusammen mit allen weiteren 17 Folgen am 10. April 2015 auf DVD, herausgegeben von der Edel Germany GmbH.

## Kritik
Die Kritiker der Fernsehzeitschrift TV Spielfilm gaben dem Film ihre bestmögliche Wertung, indem sie mit dem Daumen nach oben zeigten, und für Humor, Anspruch und Action je einen von drei möglichen Punkten vergaben, für Spannung zwei. Das lobende Fazit lautete:   „Ein packender Fall, der an die Nieren geht.“
Thilo Wydra vom Berliner Tagesspiegel ging auf den Tod des im August 2004 verstorbenen Darstellers des Norbert Wachutka Hans-Joachim Grubel ein und sinnierte: „Lange müssen die Überlegungen gedauert haben, ob man diese Realität in die Fiktion übernimmt oder ob man sie ausspart, Wachutkas Tod anders thematisiert wird.“ Macher und Redaktion hätten sich für den persönlichen Weg entschieden: „Auch dieser Fall ein Krimi, aber ein Krimi der ganz anderen Art.“
Auf Grubels Tod verweist auch die Redaktion des Magazins Der Spiegel, die befand: „Ein spannender Fall. […] Der Film nimmt mit geschickten Montagen Abschied von Schauspieler Grubel […].“
Tilmann P. Gangloff beschäftigte sich auf der Seite Kino.de mit dem Film und vertrat die Ansicht, dass Thomas Jahn mit seinem zweiten Beitrag zur Sperling-Reihe alle Zweifler an ihm beschäme. Der Film sprenge „beinahe die Bildschirmdimensionen“ und habe „dank einer grandiosen Bildgestaltung vor allem optisch Kinoqualität“. Der Kritiker fuhr fort: „Natürlich bliebe die tolle Optik letztlich bloß Schnickschnack, wenn nicht auch die Geschichte stimmte – und das tut sie. Sogar mehr als das: Der Film ist ein Denkmal für das vor zwei Jahren verstorbene Ensemblemitglied Achim Grubel.“ Abschließend lobte Gangloff: „Neben Buch, Regie und Schnitt ist Jahn auch für die Musik verantwortlich, der dieser Krimi eine Menge von seinem Tempo verdankt. Doch es ist vor allem Papenmeiers Kameraarbeit mit ihren großzügigen Kranfahrten, die diesen ‚Sperling‘ aus dem Fernsehalltag heraushebt. Die kunstvoll bearbeiteten Schwarzweißrückblenden, die Berliner Zeitrafferimpressionen als Szenentrenner und Pfaffs enorme Präsenz machen ‚Sperling und der Fall Wachutka‘ zu richtig großem Kino.“
Rainer Tittelbach gab der Film auf seiner Seite tittelbach.tv vier von sechs möglichen Sternen und erläuterte zusammenfassend: „Es sollte ein Fall für Kollege Wachutka werden. Der kauzige Kommissar, der Pfaffs Sperling berlinernd zur Seite stand, sollte einen Mädchenhändlerring auffliegen lassen. Doch der Tod des Schauspielers Achim Grubel erforderte ein neues Drehbuch. Autor-Regisseur Thomas Jahn machte Wachutka zum Opfer der Mädchenhändlermafia – und Sperling ermittelt selbst. Und so steht ein besonderer ‚Sperling‘ ins Haus: düster, überraschend, effektvoll.“ Weiter führte der Kritiker aus, obwohl Jahn „eher das Genre Copfilm“ bediene, „als durch psychologische Glaubwürdigkeit zu brillieren“, gelinge es den Schauspielern doch, „Tiefe im amerikanischen Sinne in die Charaktere zu legen“.
Die Prisma-Redaktion gab dem Film drei von fünf möglichen Sternen und stellte fest, dass Dieter Pfaff auch in dieser weiteren Episode um Hauptkommissar Sperling, diesen „einmal mehr brillant“ verkörpere.
Die Redaktion des Filmdienstes lobte: „(Fernsehserien-)Krimi um den massiven Hauptkommissar Sperling, dessen gut aufgelegter Hauptdarsteller seine Rolle voller Betroffenheit und Wut anlegt. – Ab 14.“